# Station Capdenac
Station Capdenac is een spoorwegstation in de Franse gemeente Capdenac-Gare.
In 1857 werd het treinstation geopend door de Compagnie des Chemins de Fer Paris-Orléans in de toenmalige gemeente Saint-Julien-d'Empare. Het werd een spoorwegknooppunt met treinverbindingen naar Brive-la-Gaillarde, Toulouse, Cahors, Rodez en Aurillac. In 1862 werd de metalen spoorwegbrug over de Lot in gebruik genomen. Het station diende als economische motor van de gemeente, die de naam Capdenac-Gare aannam.
Het station werd gebouwd in art-decostijl.